# Xu Chengzi
Xu Chengzi (en chino: 许诚子; 2 de diciembre de 1994) es una deportista china que compitió en esgrima, especialista en la modalidad de espada. Ganó dos medallas en el Campeonato Mundial de Esgrima, plata en 2017 y bronce en 2018, ambas en la prueba por equipos.

## Palmarés internacional
| Campeonato Mundial | Campeonato Mundial | Campeonato Mundial | Campeonato Mundial |
| Año                | Lugar              | Medalla            | Prueba             |
| ------------------ | ------------------ | ------------------ | ------------------ |
| 2017               | Leipzig (Alemania) | Medalla de plata   | Espada por equipos |
| 2018               | Wuxi (China)       | Medalla de bronce  | Espada por equipos |